# Italo Fratezzi
Italo Fratezzi, meglio conosciuto come Bengala (Belo Horizonte, 24 maggio 1906 – Belo Horizonte, 22 maggio 1980), è stato un allenatore di calcio e calciatore brasiliano, di ruolo attaccante.

## Carriera

### Club
Ha giocato, dal 1925 al 1939, solo con la maglia del Palestra Itália, segnando 168 goal in 247 partite.

### Allenatore
Ha allenato Palestra Itália, Botafogo e Seleção Mineira.

## Palmarès

### Giocatore
- Campionato Mineiro: 4

Palestra Itália: 1928, 1929, 1930, 1932

### Allenatore
- Campionato Mineiro: 2

Palestra Itália: 1940, 1944